# Black Maria (groupe)
Pour les articles homonymes, voir Black Maria (homonymie).
Black Maria est un groupe de rock français, originaire d'Évreux, en Haute-Normandie. Après quatre albums studio, le groupe se sépare à la fin des années 1990.

## Biographie
Après quelques expériences dans d'autres formations, Olivier Delacroix se rapproche de Philippe Nemmar en lui proposant la création d'un groupe en juin 1986. Le groupe n'est réellement formé qu'en 1987. À ses débuts, le groupe était composé d'Olivier Delacroix, Philippe Nemmar et de Franck et Gaël Guillotin. Le nom du groupe, Black Maria, s'inspire du terme qui désignait les fourgons cellulaires en Angleterre.
En 1990, le groupe publie son premier album, l'éponyme Black Maria. Il comprend le single Les Enfants loups, qui sera diffusé à la radio. Après cette sortie, le groupe part en tournée. Si dans ses premières années Black Maria connait une succession de batteurs, Christophe Moulet ne rejoint la formation qu'en 1991. En 1992, le groupe publie un deuxième album studio, intitulé Poison vert, qui comprend les singles Deep Angel et Courir le long des terres mortes. Musicalement, le groupe est comparé à Noir Désir. 
Deux ans plus tard, en 1994, ils enregistrent un nouvel album à Bruxelles, en Belgique, et publie Les Traces. L'album est produit par Denis Moulin, et comprend des textes en anglais et en français chantés par Delacroix. Il comprend aussi une reprise de 2000 Light Years from Home des Rolling Stones. Courant 1995, les frères Guillotin quittent le groupe à la suite de divergences musicales. Frederic Pruchon et Didier Fouilleul intègrent la formation. Cette nouvelle formation entre en studio pour l'enregistrement de l'album Cent nuits qui sera publié en 1996.
Le groupe se sépare à la fin des années 1990. Au cours de sa décennie d’existence, le groupe a produit quatre albums. Black Maria comptera 500 concerts en quatre tournées européennes. Le groupe a également participé au Eurockéennes de Belfort.

## Membres

### Derniers membres
- Olivier Delacroix (Nixon) - chant, paroles[5].
- Philippe Nemmar - guitare
- Frederic Pruchon - basse
- Didier Fouilleul - guitare
- Christophe Moulet (Korto) - batterie

### Anciens membres
- Nicolas Levacher - batterie
- Gene Clarksville - piano, harmonica
- Franck Guillotin - guitare
- Gaël Guillotin - basse